# Trochosa werneri
Trochosa werneri là một loài nhện trong họ Lycosidae.
Loài này thuộc chi Trochosa. Trochosa werneri được Carl Friedrich Roewer miêu tả năm 1960.